# Friedrich von der Heydte
Friedrich August Freiherr von der Heydte (ur. 30 marca 1907 w Monachium, zm. 7 lipca 1994 w Aham) – niemiecki wojskowy, oficer wojsk powietrznodesantowych podczas II wojny światowej, generał brygady Bundeswehry. Na przemian ze służbą wojskową rozwijał karierę akademicką i polityczną jako profesor nauk politycznych oraz członek Unii Chrześcijańsko-Społecznej. W 1962 roku był zamieszany w głośną aferę Spiegla. Z powodu otwarcie deklarowanej wiary katolickiej był nazywany „różańcowym spadochroniarzem”.

## Życiorys

### Początki kariery
Wstąpił do Reichswehry w kwietniu 1925 roku. W 1927 roku został zwolniony ze służby wojskowej i rozpoczął studia na Uniwersytecie w Innsbrucku, zdobywając dyplom z ekonomii. W tym samym roku uzyskał stopień magistra prawa na Uniwersytecie w Grazu. Wstąpił do NSDAP 1 maja 1933 roku, otrzymując numer członkowski 2 134 193. W tym samym roku wstąpił do Sturmabteilung.
Jednocześnie rozpoczął karierę akademicką w obszarze prawa międzynarodowego jako prywatny asystent Hansa Kelsena w Kolonii z rekomendacji Alfreda Verdrossa. Po zwolnieniu Kelsena w następstwie przejęcia władzy przez nazistów w Niemczech, Heydte został asystentem Verdrossa w Akademii Konsularnej w Wiedniu (1933–1934). Ze względu na działalność narodowosocjalistyczną musiał w 1934 roku opuścić Akademię Konsularną i zostać asystentem Karla Gottfrieda Hugelmanna na Uniwersytecie w Münsterze.
W 1935 ponownie wstąpił w szeregi Reichswehry, gdzie służył jako instruktor jazdy konnej.

### II wojna światowa
Brał udział w inwazji na Polskę i na Francję jako młodszy oficer. W maju 1940 roku został przeniesiony do komponentu spadochronowego Luftwaffe; dowodził batalionem podczas bitwy o Kretę w maju 1941 roku. W lipcu 1942 roku został wysłany do Libii jako dowódca Fallschirm-Lehrbataillon wchodzącego w skład Brygady Strzelców Spadochronowych Ramcke. Następnie był oficerem Brygady Ramcke w Afryce Północnej do lutego 1943 roku, po czym wraz z kilkoma innymi oficerami został przeniesiony do Francji, aby utworzyć zalążek nowej 2 Dywizji Fallschirmjäger pod dowództwem generała dywizji Hermanna-Bernharda Ramckego. Został mianowany oficerem operacyjnym w dowództwie dywizji.
Po upadku Sycylii latem 1943 roku Niemcy zaczęli obawiać się potencjalnego przejścia Włochów na stronę aliantów. Aby temu przeciwdziałać, 6 sierpnia 2 Dywizja Fallschirmjäger została przeniesiona z Francji do Rzymu. Heydte uzyskał audiencję u papieża Piusa XII i zaprzyjaźnił się z Asystentem Tronu Papieskiego, teologiem Aloisem Hudalem. Dywizja brała udział w przejmowaniu Rzymu pod kontrolę niemiecką w ramach niemieckiej operacji Achse.
Heydte otrzymał dowództwo pułku 2 Dywizji Fallschirmjäger w styczniu 1944 roku. Do czasu lądowania aliantów w Normandii 6 Pułk Fallschirmjäger został przydzielony do 91 Dywizji Piechoty Luftlande. Jednostka Heydtego brała udział w bitwie o Carentan, operacji Lüttich oraz w walce z siłami alianckimi w operacji Market Garden.
W początkowym etapie ofensywy w Ardenach przeprowadził jedyną operację wojskową pod swoim wyłącznym dowództwem, o kryptonimie Stösser, mającą na celu zrzucenie spadochroniarzy za linie amerykańskie 11 kilometrów na północ od Malmédy i zajęcie kluczowego skrzyżowania (N68-N672) prowadzącego do miast Eupen i Verviers. Operacja zakończyła się całkowitym fiaskiem, a von der Heydte dostał się do niewoli 23 grudnia. Do lipca 1947 roku był przetrzymywany jako jeniec wojenny w Anglii.

### Kariera powojenna
Po zwolnieniu z niewoli Heydte powrócił do kariery akademickiej, kończąc doktorat w 1950 roku na Uniwersytecie w Monachium pod kierunkiem Ericha Kaufmanna, którego poznał w Haskiej Akademii Prawa Międzynarodowego przed wybuchem II wojny światowej. W 1951 został profesorem prawa konstytucyjnego i międzynarodowego na Uniwersytecie w Moguncji. Od 1954 roku był profesorem prawa międzynarodowego, ogólnego prawa administracyjnego, niemieckiego i bawarskiego prawa państwowego oraz nauk politycznych na Uniwersytecie w Würzburgu. Kierował także Instytutem Prawa Wojskowego na Uniwersytecie w Würzburgu. Od 1956 do 1971 był członkiem Instytutu Prawa Międzynarodowego. Od 1961 do 1965 roku pełnił funkcję członka zarządu Niemieckiego Towarzystwa Prawa Międzynarodowego. Równolegle z pracą akademicką Heydte wznowił służbę wojskową w Bundeswehrze; w 1962 roku awansowany do stopnia generała brygady rezerwy, a w 1967 roku przeszedł w stan spoczynku, kończąc 30-letnią służbę wojskową.
W 1947 roku wstąpił do Unii Chrześcijańsko-Społecznej (CSU), gdzie był prezesem Stowarzyszenia Chrześcijańsko-Demokratycznego Szkolnictwa Wyższego. Od 1966 do 1970 był członkiem okręgu wyborczego Dolnej Frankonii w parlamencie Bawarii. Był także członkiem Komisji ds. Polityki Kulturalnej, a w 1967 dołączył do Bawarskiego Państwowego Urzędu ds. Edukacji Politycznej i Państwowego Urzędu ds. Odszkodowań. Był zwolennikiem teologicznych idei prawa naturalnego i jako chrześcijański konserwatysta w pełni popierał nauczanie Kościoła katolickiego.

## Kontrowersje

### Afera Flicka
W 1985 roku Heydte stał się jedną z głównych postaci afery Flicka, poważnego skandalu związanego z finansowaniem partii, w ramach którego Heydte rzekomo jako wieloletni dyrektor Instytutu Nauk Politycznych i Polityki w Würzburgu pomagał prać pieniądze przekazywane na cele polityczne do CDU/CSU i FDP. Musiał przez to złożyć wyjaśnienia przed Federalnym Trybunałem Konstytucyjnym.

### Afera „Spiegla”
W 1962 roku, jako szef Instytutu Prawa Wojskowego na Uniwersytecie w Würzburgu, Heydte rzucił wyzwanie tygodnikowi „Der Spiegel” w związku z opublikowanym w nim artykułem, w którym zarzucano „skandaliczny” stan rzeczy w Bundeswehrze. Von der Heydte oskarżył nawet redaktorów o zdradę stanu, ponieważ ujawnili opinii publicznej, a więc także Sowietom, militarne słabości nowej armii niemieckiej. Z powodu tego oskarżenia i pozycji Heydtego jako eksperta w dziedzinie prawa wojskowego sprawa trafiła do sądu federalnego, co zapoczątkowało tak zwaną aferę „Spiegla”, w wyniku której doszło do wielu aresztowań dziennikarzy i innych osób związanych z tą publikacją.
Nalotem policji na redakcję „Spiegla” dowodził Theo Saevecke, wówczas oficer zachodnioniemieckiej policji kryminalnej. Wkrótce wyszła na jaw wojenna przeszłość Saeveckego. Dosłużył się on stopnia SS-Hauptsturmführera i służył w SS-Einsatzgruppe IV w Polsce (1939–1940), SS-Sicherheitsdienst w Afryce Północnej (1942–1943), a następnie dowodził Gestapo i włoską faszystowską policją w Mediolanie (1943–1945). Wszystkie te skojarzenia naznaczyły go jako potencjalnego zbrodniarza wojennego. Postępowanie Heydtego i Saeveckego w aferze „Spiegla” wywołało masowe oburzenie, po którym nastąpiły liczne demonstracje i ożywienie debaty publicznej na temat roli byłych nazistów w życiu politycznym i społecznym RFN. Sprawa „Spiegla” była pierwszą oznaką zmiany powszechnych przekonań w Niemczech Zachodnich i prekursorem wszystkich protestów, które miały miejsce pod koniec lat 60. przeciwko byłym nazistowskim urzędnikom niemieckim, którzy nadal sprawowali swoje urzędy. Heydte został ostro skrytykowany za swoje działania przez kilku prominentnych polityków zachodnioniemieckich, a w 1965 roku Federalny Trybunał Sprawiedliwości oczyścił redaktorów „Spiegla” ze wszystkich zarzutów.

## Odznaczenia[9]
- Krzyż Niemiecki w Złocie
- Krzyż Rycerski z Liśćmi Dębu
- Krzyż Żelazny I i II klasy